# Jairo Bouer
Jairo Bouer (São Paulo, 30 de novembro de 1965) é um médico, educador, palestrante, escritor e apresentador de televisão brasileiro. Com formação pela Faculdade de Medicina da Universidade de São Paulo, há mais de 25 anos se dedica a popularização de informações médicas, principalmente na área da sexualidade, sendo presença constante em diversos veículos de mídia do Brasil. Atualmente é colunista da sessão Viva Bem do UOL e apresenta o programa Fala Aê! na Rádio Atlântida. Em seu website Doutor Jairo Bouer, o médico lidera uma equipe de jornalistas e especialistas que publicam conteúdos sobre saúde, sexualidade e bem-estar.

## Formação acadêmica
- Formado pela Faculdade de Medicina da Universidade de São Paulo, e pelo Instituto de Psiquiatria da mesma instituição.[3]
- Formado em biologia pela Universidade Federal de Santa Catarina.[4][5]
- Bolsista Chevening (UK Government’s Global Awards Programme) em Evolução Humana e Comportamento, no Departamento de Antropologia da University College London (UCL).[6]

## Carreira
Jairo iniciou seu trabalho sobre sexualidade humana no Prosex (Projeto Sexualidade) de 1993-1994. Além da prática de consultório, colaborou na Folha de S.Paulo desde 1993, a princípio escrevendo no caderno Cotidiano, depois assumindo a coluna na Folhateen, onde responde sobre sexualidade.[carece de fontes?]
Trabalhou nas redes Cultura e MTV Brasil. Teve também passagem pelo canal aberto Futura, da Fundação Roberto Marinho, fazendo o programa Ao Ponto, e também no SBT apresentando ao lado de Alana Rodrigues o programa Esquadrão do Amor.[carece de fontes?]
No início dos anos 2000, apresentou o programa Sexo Oral ao lado de Nany People na rádio 89 FM. Também colaborou com as rádios Jovem Pan e Metropilitana.[carece de fontes?]
Foi consultor do governo do Estado de São Paulo para o projeto Prevenção Também se Ensina. Em 2012, passou a fazer parte do Programa da Tarde, exibido na RecordTV, à frente do quadro Tudo sobre Sexo.[carece de fontes?]
Desde 2014, Jairo faz aparições no programa Encontro com Fátima Bernardes da Rede Globo.
Jairo Bouer é um dos apresentadores do programa Fala Aê!, da Rede Atlântida do Rio Grande do Sul e Santa Catarina, em que esclarece dúvidas sobre sexo e comportamento juntamente com Marcos Piangers.[carece de fontes?]

## Livros escritos
- Sexo e Cia. - Publifolha - 264 págs. - 2002 - ISBN 8574023582
- O Corpo das Garotas - Editora Original - 91 págs. - 2005 - ISBN 8587537741
- Álcool, Cigarro e Drogas - Editora Original - 80 págs. - 2005 - ISBN 8587537652
- O Corpo dos Garotos - Editora Original - 83 págs. - 2006 - ISBN 8587537989q
- Primeira Vez - Editora Original - 92 págs - 2006 - ISBN 8576950065

Em parceria
- DUARTE, Marcelo - O Guia dos Curiosos sobre Sexo - Panda Books - 432 págs. 2001 - ISBN 8535901299
- FRANCINE, Sonia - Tipo assim Adolescente - Editora Papirus - 96 págs. - 2005 - ISBN 8530807774

## Outras publicações
- E-book: Jovem e a Tecnologia: Uma Guia para Pais (e professores também!)[11]